# Djedkare II
Djedkare II of Djedkare Shemai was een farao van de 7e dynastie van de Egyptische oudheid. Zijn naam betekent: Permanent is de Ka van Re en Nomade.

## Biografie
Van deze koning is zeer weinig bekend. Zijn naam komt voor in de Abydos koningslijst. Geen artefacten of overblijfselen zijn gevonden.